# Cecelia Ahern
Cecelia Ahern (ur. 30 września 1981 w Dublinie) – irlandzka pisarka. Debiutowała w 2004 roku powieścią pod tytułem PS. Kocham cię, na podstawie której nakręcono film z Hilary Swank i Gerardem Butlerem w rolach głównych. Cecelia jest także producentką serialu komediowego telewizji ABC – Samantha Who?, w którym tytułową rolę gra Christina Applegate.

## Życiorys

### Kariera pisarska
Kariera pisarska Ahern rozpoczęła się w 2004 roku. Wtedy została opublikowana powieść PS Kocham cię – jej debiut literacki, który napisała w 2002 jako dwudziestojednolatka. Książka błyskawicznie stała się bestsellerem w Irlandii, a później podziw dla książki Cecelii zaczął przenosić się na inne państwa. Powieść została sprzedana do 40 krajów świata.
W roku 2007 powieść została sfilmowana przez Richarda LaGravenese'a, w gwiazdorskiej obsadzie. W główną bohaterkę – Holly Kennedy wcieliła się dwukrotna laureatka Oscara Hilary Swank. W męża Holly – Gerry’ego wcielił się Gerard Butler. W filmie wystąpili także: Kathy Bates, Lisa Kudrow, Harry Connick Jr. oraz Gina Gershon.

### Życie osobiste
14 grudnia 2009 roku Cecelia urodziła swoje pierwsze dziecko ze związku ze swoim długoletnim partnerem Davidem Keoghanem – córeczkę Robin. Zaś 11 czerwca 2010 roku pisarka w sekrecie wzięła ślub z Keoghanem w County Kildare w Irlandii. 23 lipca 2012 roku autorka ponownie została mamą, tym razem chłopca o imieniu Sonny.

## Publikacje

### Powieści
- P.S. Kocham cię (P.S. I Love You), 2004
- Na końcu tęczy (When Rainbows End, w USA wydane jako Rosie Dunne lub Love, Rosie; a po nakręceniu ekranizacji wydawane już tylko jako Love, Rosie), 2004
- Gdybyś mnie teraz zobaczył (If You Could See Me Now, w Stanach Zjednoczonych wydane jako A Silver Linning), 2005
- Kraina zwana Tutaj (A Place Called Here) (w Stanach Zjednoczonych wyd. There's No Place Like Here), 2006
- Dziękuję za wspomnienia (Thanks For The Memories), 2008
- Podarunek (powieść) (The Gift), 2008
- Pamiętnik z przyszłości (The Book of Tomorrow), 2009
- Pora na życie (The Time of My Life), 2011
- Sto imion (One Hundred Names), 2012
- Zakochać się (How to Fall in Love), 2013
- Kiedy cię poznałam (The Year I Met You), 2014
- Miłość i kłamstwa (The Marble Collector), 2015
- Skaza (Flawed), 2016
- Lirogon (Lyrebird), 2016
- Doskonała (Perfect/Flawed #2), 2017
- Roar 15 lipca 2018

### Opowiadania
- 24 Minutes opublikowane w „Moments”, 2004
- Next Stop: Table For Two opublikowane w „Short and Sweet”, 2005
- The Calling opublikowane w „Irish Girls Are Back In Town”, 2005
- Mrs. Whippy, 2006
- The End opublikowane w „Girls' Night In / Ladies' Night”, 2006
- Dziewczyna w lustrze (Girl in the Mirror i The Memory Maker opublikowane jako zbiór pod tytułem Girl in the Mirror), 2010

## Adaptacje powieści
W 2007 został zekranizowany debiut literacki pt. P.S. Kocham cię. W rolach głównych wystąpili: Hilary Swank jako Holly Kennedy oraz Gerard Butler jako Gerry. W 2014 roku została zekranizowana książka pt. Na końcu tęczy – film nosi tytuł Love, Rosie, a w parę głównych bohaterów, Rosie i Alexa, wcielili się Lily Collins i Sam Claflin.